# Flak-Kaserne Ludwigsburg

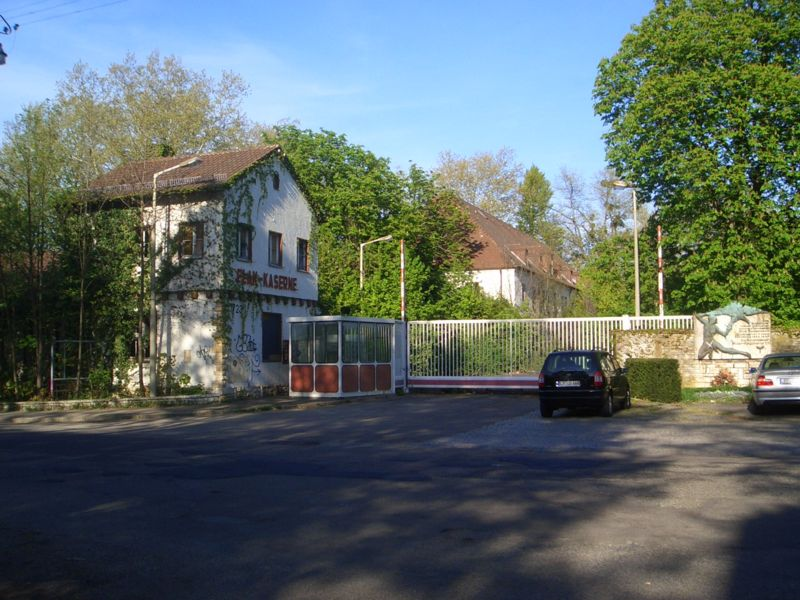
Cổng chính của doanh trại năm 2007

Kaserne Flak ở Ludwigsburg là doanh trại đầu tiên của Trung đoàn số 25 của Đức Quốc xã và sau đó là doanh trại của quân đội Mỹ trú đóng tại Tây Đức. Nó nằm ở phía Nam Tây Đức gần Stuttgart. Nơi đây là một di tích lịch sử quan trọng trong cuộc chiến tranh thế giới thứ II.

## Lịch sử
Doanh trại này ban đầu được xây dựng vào cuối năm 1935 và kéo dài đến mùa xuân năm 1937 với diện tích vào khoảng 19 ha, một diện tích tương đối lớn. Những người lính và sĩ quan đầu tiên của trung đoàn 25 đã trú đóng tại đây. Đầu tiên là thành lập nhà cho những người lính và một sân doanh trại tạm thời. Cho đến 1938 vẫn còn một mớ hỗn độn của dự án đang được xây dựng. Lễ kỷ niệm thành lập diễn ra vào ngày 12 tháng 9 năm 1936 trong đó có sự hiện diện của Đại tá Kolb (chỉ huy trưởng của trung đoàn Flak 25) và Heilingbrunner một công dân của Ludwigsburg, Tiến sĩ thị trưởng Karl Frank và những người khác. Trong lễ kỷ niệm chiếc máy bay quân sự bay qua doanh trại. Để phục vụ cho nhu cầu giải trí những người lính của lữ đoàn cũng có những sự kiện văn hóa được tổ chức. Trong tháng 4 năm 1945 khu vực này chuyển cho binh sĩ Pháp và Mỹ chiếm đóng thành phố Ludwigsburg và nắm quyền chỉ huy của doanh trại như là quyền hạn của người chiến thắng.

## Các giai đoạn
- Từ 1945-1948: Flak Kaserne được sử dụng bởi người Mỹ như một trại giam giữ tù nhân Đức Quốc xã trước đây
- Từ 1948-1950: sử dụng như các trại tị nạn cho người tị nạn
- Từ 1950-1991: Sử dụng như một bệnh viện dã chiến
- Từ 1991-2007: Thuộc sở hữu của nước Cộng hòa Liên bang Đức
- 2007-2009: Bàn giao cho thành phố Ludwigsburg.